# كعكة البوندت
كعكة البوندت هي كعكة تُخبز في قالب بوندت، وتُشكّل على شكل دونات مميز. شكلها مستوحى من كعكة أوروبية تقليدية تُعرف باسم غوغلهوبف، لكن كعكات البوندت لا ترتبط عادةً بوصفة واحدة. انتشر قالب البوندت في أمريكا الشمالية في خمسينيات وستينيات القرن الماضي، بعد أن سجلت شركة نورديك وير اسم بوندت كعلامة تجارية وبدأت بإنتاج القوالب من الألومنيوم المصبوب. وساهمت دعاية بيلسبري في انتشار الكعكات على نطاق واسع.

## علم أصول الكلمات
كعكة البوندت مشتقة جزئيًا من كعكة أوروبية تشبه البريوش تُسمى غوغلهوبف في منطقتي راينلاند وبالاتينات في ألمانيا.
يُعرف غوغلهوبف تقليديًا باسم بوندكوخن، وهو اسم يتكون من دمج كلمتي بوند وكوخن، تعنيان كعكة.
تختلف الآراء حول معنى كلمة بوند؛ فمن المحتمل أن تعني حزمة أو ربطة، وتشير إلى طريقة لف العجين حول مركز الصينية الأنبوبي. ويذكر مصدر آخر أنها تصف المظهر المخطط الذي تعطيه جوانب الصينية المزخرفة، شبيهة بحزمة أو ربطة قمح. كما اقترح بعض المؤلفين أن بوند تشير إلى مجموعة من الناس، وأن اسم بوندكوخن جاء لأنه مناسب للحفلات والتجمعات.

## تاريخ

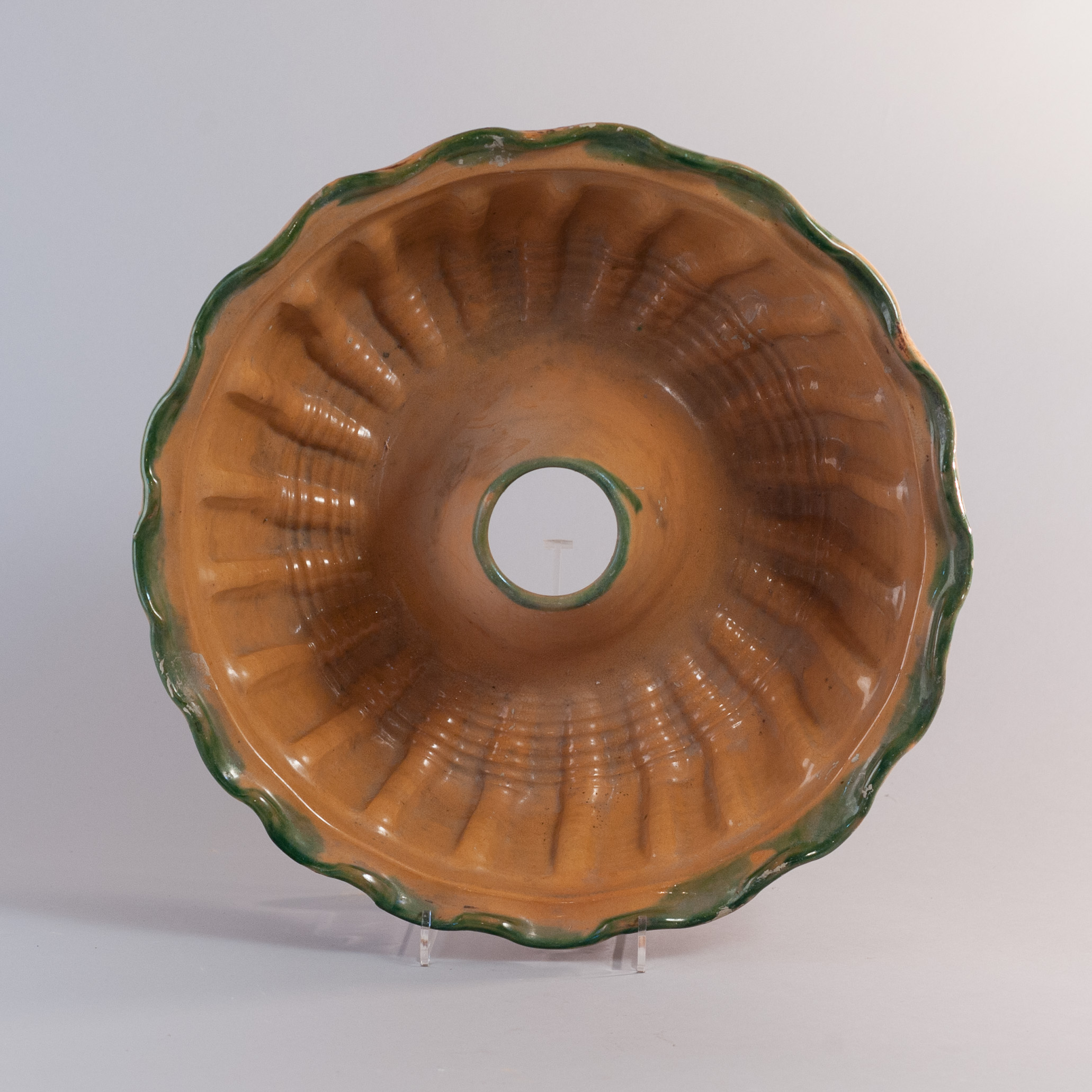
قالب كيك غوغلهوبف من أوائل القرن العشرين مصنوع من الفخار الطيني مع طلاء الرصاص

مصطلح كعكة البوندت يشير إلى طريقة الخَبز أكثر من كونه وصفة محددة. لا ترتبط كعكات البوندت بوصفة واحدة، بل تميزها بشكلها الفريد. في البداية، كان المصطلح يشير إلى أدوات الخبز المسجلة كعلامة تجارية، لكنه أصبح اليوم يستخدم لوصف أي كعكة ذات هذا الشكل المميز. كانت قوالب البوندت القديمة ثقيلة وصعبة الاستخدام، ولم تكن تحتوي على طبقات غير لاصقة كما هو الحال اليوم، لذلك طلبت النساء اليهوديات الأمريكيات تطوير أدوات خبز تناسب هذا النوع من الكيك. قام مهندس كيميائي من مينيابوليس في ولاية مينيسوتا بابتكار قوالب الألومنيوم المصبوب غير اللاصقة التي انتشرت انتشارًا واسعًا في الستينيات والسبعينيات. وأصبحت العلامة التجارية منذ عام 1951 عامة في عام 1985.